# Тоси (музыкант)
Тосимицу Дэяма (яп. 出山 利三 Дэяма Тосимицу, род. 10 октября 1965, Татеяма), более известный как Тоси (Toshi) — японский певец, сооснователь и вокалист метал-группы X Japan. В 1992 году начал сольную карьеру, прежде чем покинуть X Japan в конце 1997 года. По собственному признанию, ему буквально «промыла мозги» организация «Дом сердца», глава которой контролировал его музыкальную деятельность в течение 12 лет. В 2007 году X Japan воссоединилась и начала мировое турне. Тоси разорвал связи с «Домом сердца» в январе 2010 года и возобновил сольную карьеру. Его характерный теноровый вокал сравнивают с голосом Стива Перри. В январе 2018 года он начал использовать сценическое имя Рюгэнтоси (яп. 龍玄とし).

## Биография

### 1982—1993: X Japan
В 1977 году Тоси и его друг детства Ёсики создали группу Dynamite в своем родном городе Татеяма, Тиба, когда им было всего 11 лет. Группа сменила свое название на Noise в 1978 году, когда ребята еще учились в средней школе. В то время Тоси был гитаристом, но после ухода их вокалиста, Тоси был выбран на эту должность, так как был признан лучшим певцом, оставшимся в группе. В 1982 году Noise распалась, и Ёсики и Тоси создали новую группу. Они назвали ее X и в дальнейшем хотели поменять название, однако так этого и не сделали. X начала активно выступать в районе Токио в 1985 году, и состав группы довольно часто менялся. Группа выпустила свой первый альбом Vanishing Vision в 1988 году на собственном лейбле Extasy Records и активно гастролировала в поддержку альбома. X стали одной из первых японских групп, достигших успеха, будучи на независимом лейбле, и позже были широко известны как один из пионеров Visual kei.
Дебютный альбом, Blue Blood, был выпущен в апреле 1989 года и дебютировал на шестом месте в чарте Oricon. Его успех принес группе награду «Grand Prix New Artist of the Year» на 4-й ежегодной премии Japan Gold Disc Awards в 1990 году. Их третий альбом, Jealousy, был выпущен в 1991 году и дебютировал на первом месте, продав более 600 000 копий. Позже он был сертифицирован RIAJ на миллион долларов. Вскоре после выхода в 1993 году альбома Art of Life, который также возглавил Oricon, члены X Japan взяли перерыв, чтобы начать сольные проекты.